# St. Anna (Krefeld)

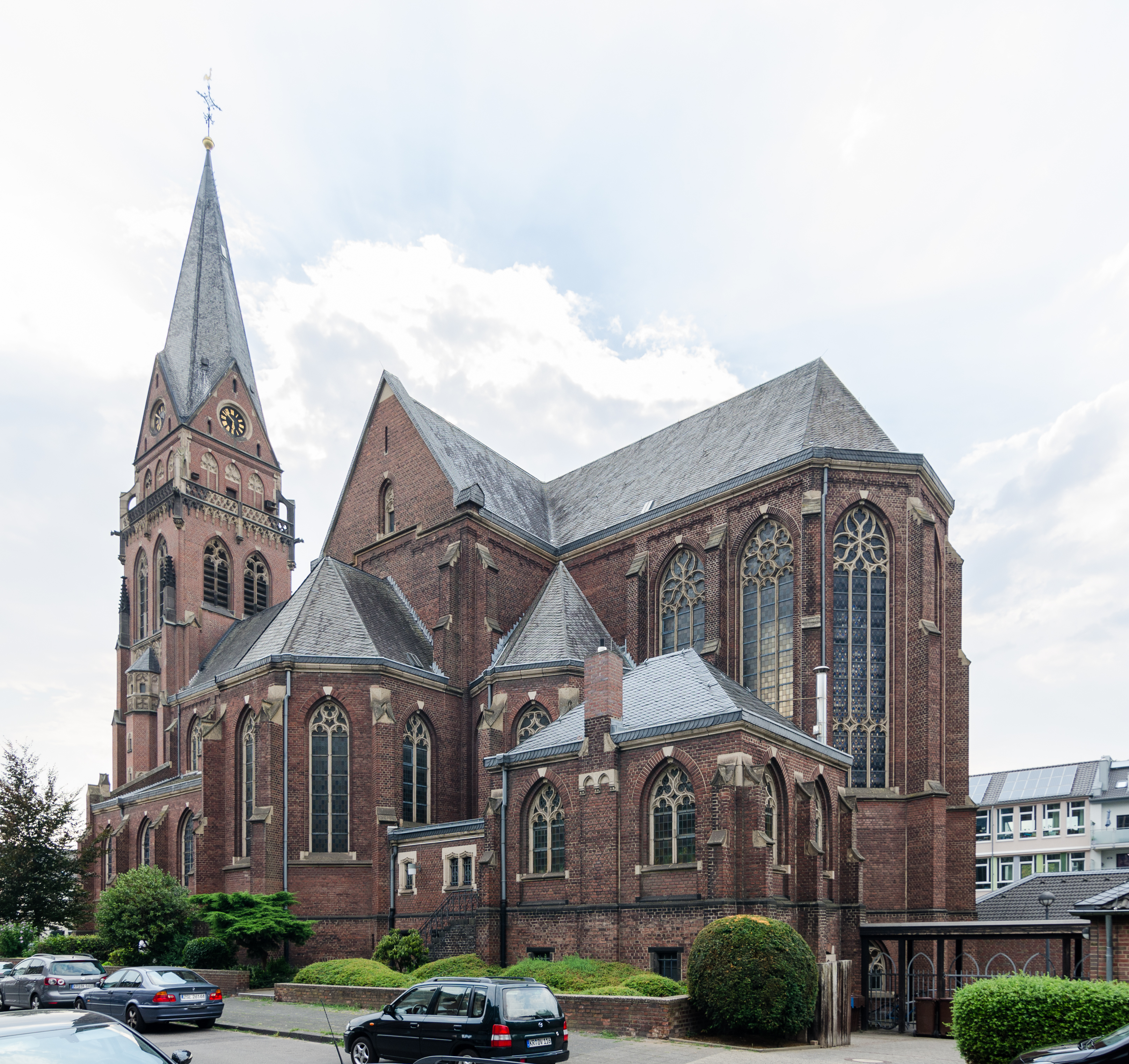
St. Anna in Krefeld

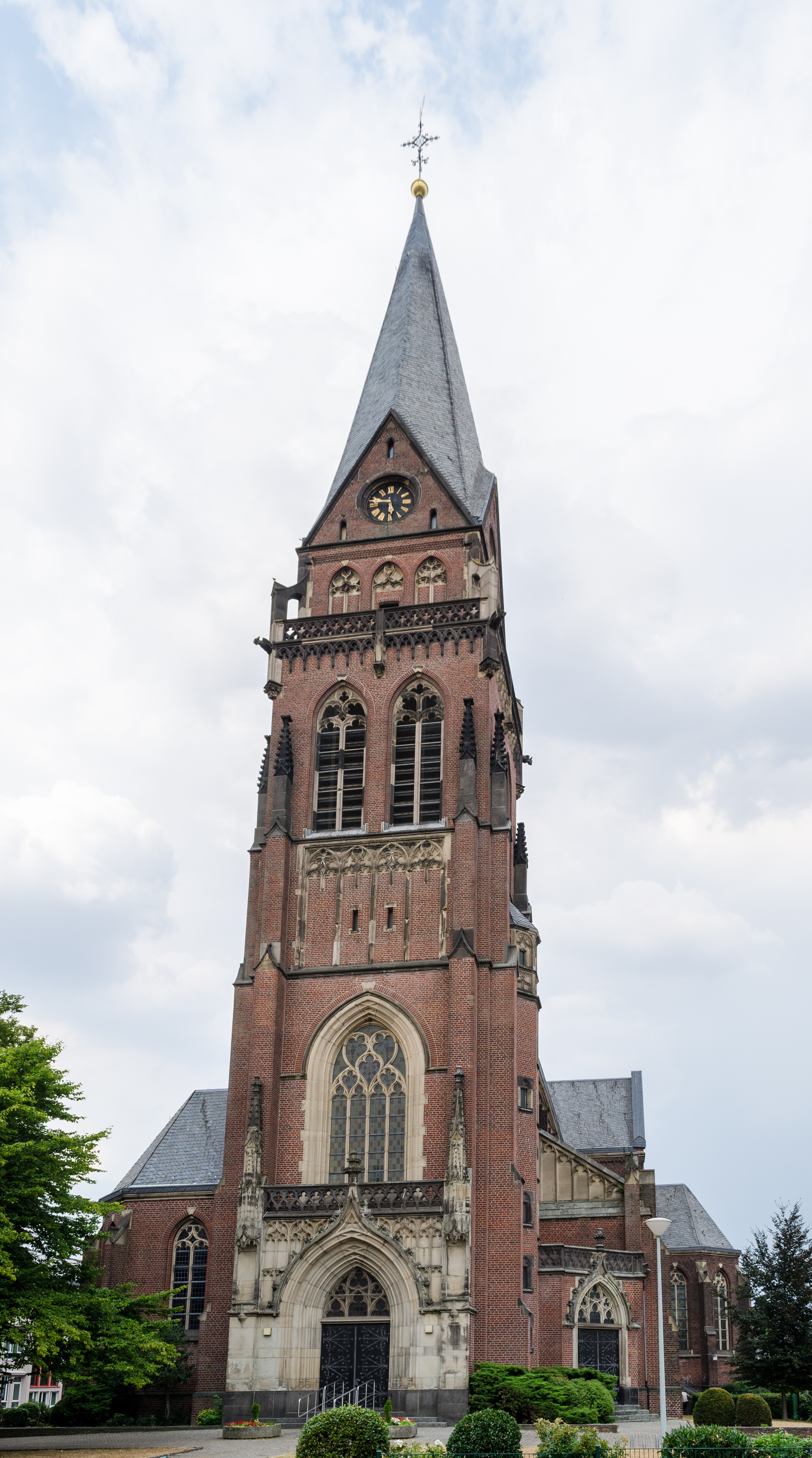
Glockenturm mit Hauptportal

St. Anna ist eine römisch-katholische Pfarrkirche im Krefelder Stadtteil Inrath  in Nordrhein-Westfalen. Sie ist der hl. Anna, der Großmutter Jesu, geweiht und Pfarrkirche der Pfarre Heiligste Dreifaltigkeit Krefeld, zu der auch die Gemeinden St. Elisabeth von Thüringen und St. Thomas Morus zählen. Das Gotteshaus wurde zwischen 1901 und 1903 nach Plänen von Josef Kleesattel erbaut.

## Lage
Das Kirchengebäude befindet sich nördlich der Krefelder Innenstadt im gründerzeitlich geprägten Stadtteil Inrath und wird von den vier Straßen Inrather Straße, An der Annakirche, Joachimstraße und der Blumentalstraße (Bundesstraße 9 / Bundesstraße 509) umgeben.

## Geschichte
Im 19. Jahrhundert gab es nur eine katholische Kirche in Krefeld, dies war St. Dionysius. Zur Pfarrei St. Dionysius zählte demnach auch Inrath. Aufgrund des starken Bevölkerungswachstums wurde Mitte des 19. Jahrhunderts der Bau von zwei weiteren Kirchen notwendig. 1854 wurden die Grundsteine für St. Stephan und zur Liebfrauenkirche gelegt. 1869 wurden beide Gemeinden von der Pfarre St. Dionysius losgelöst und zu selbstständigen Pfarreien erhoben. Das Gebiet des heutigen Inraths kam daraufhin zur Liebfrauenpfarre. Aufgrund des stetigen Bevölkerungswachstums konnte bald auch die Liebfrauenkirche die Zahl der Gläubigen nicht mehr fassen und so entstand der Entschluss, in Inrath eine eigene Kirche zu errichten.
1898 beschloss schließlich der Kirchenvorstand von Liebfrauen den Bau einer Kirche in Inrath. Im gleichen Jahr schenkte die Innungsbank der Pfarre ein Grundstück zum Bau der neuen Kirche. Der Bau fand schließlich zwischen 1901 und 1903 statt. 1903 wurde das Rektorat St. Anna innerhalb der Liebfrauenpfarre gebildet. Die Erhebung zur selbstständigen Pfarrei und vollständige Loslösung von Liebfrauen erfolgte schließlich am 9. Oktober 1905. Damit war St. Anna keine Rektoratskirche mehr, sondern Pfarrkirche. Die Pfarre St. Anna wurde zum 1. Januar 2014 aufgelöst und fusionierte mit den ebenfalls aufgelösten Pfarreien St. Elisabeth von Thüringen und St. Thomas Morus zur neuen Pfarre Heiligste Dreifaltigkeit. St. Anna wurde zur Pfarrkirche dieser neuen Pfarrei bestimmt, die anderen beiden Kirchen sind seitdem Filialkirchen.

## Baugeschichte
Der Bau der Kirche St. Anna wurde am 3. Februar 1898 vom Kirchenvorstand von Liebfrauen beschlossen, um dem stetigen Wachstum an Gläubigen Rechnung zu tragen. Jedoch sollten noch zwei Jahre vergehen, ehe mit dem Bau begonnen werden konnte. Ebenfalls 1898 wurde ein Grundstück von der heutigen Volksbank zur Verfügung gestellt und im Jahr 1900 wurde ein Kirchenbauverein gegründet. Mit dem Entwurf und der Planung der neuen Kirche, die nach dem Willen des Kirchenvorstandes im Baustil der Neugotik ausgeführt werden sollte, wurde der renommierte Architekt Josef Kleesattel aus Düsseldorf beauftragt. Er legte noch im Jahr 1900 die Pläne vor, die auch die Zustimmung der staatlichen und kirchlichen Behörden fanden. Der Kirchenvorstand nahm die Planungen in seiner Sitzung am 23. August 1900 an, sodass dem Bau nichts mehr im Wege stand.
Im Jahr darauf konnte endlich mit dem Bau begonnen werden. Der erste Spatenstich durch Pfarrer Joseph Pauly fand am 21. März 1901 statt und die feierliche Grundsteinlegung erfolgte am 29. Juni 1901 durch den Stadtdechanten und Pfarrer von St. Dionysius, Johannes Lefranc. Die Ausführung des Rohbaus lag in Händen der Firma Gebr. Koch aus Krefeld, die bildhauerischen Arbeiten von Wasserspeiern, Säulenkapitellen etc. erfolgte durch den Krefelder Bildhauer Palm. Im Verlauf des Jahres 1903 war die neue Kirche fertiggestellt. Am 23. Juli 1903 wurde die Kirche durch Stadtdechant Johannes Lefranc benediziert und in Gebrauch genommen. Die feierliche Kirchweihe erfolgt ein Jahr später am 23. Juli 1904 durch den Erzbischof von Köln, Kardinal Antonius Fischer.
In den folgenden Jahren erhielt die Kirche verschiedene neue Ausstattungsstücke und wurde 1908 komplett ausgemalt.
Im Zweiten Weltkrieg wurde St. Anna bei einem Luftangriff am 22. Juni 1943 schwer beschädigt. Die Dächer brannten völlig aus, der Dachreiter über der Vierung wurde zerstört, sämtliche Fenster zersprangen, teilweise wurde auch das Maßwerk zerstört, die Gewölbe eines Seitenschiffs stürzten ein und die restlichen Gewölbe wurden beschädigt. Die Inneneinrichtung wurde nur teilweise zerstört, vor allem die Orgel war nicht mehr zu retten. Durch die erheblichen Beschädigungen konnte die Kirche nicht mehr für Gottesdienste genutzt werden, sodass diese in die Krypta im Keller von St. Anna verlagert werden mussten.
Der Wiederaufbau erfolgte von 1945 bis 1953. Zunächst wurden sämtliche Trümmer aus dem Kircheninnern beseitigt, 1946 wurden neue Dachstühle errichtet und die teilweise zerstörten Gewölbe wiederhergestellt. 1949 kehrten die 1942 abgelieferten Glocken unversehrt zurück und wurden wieder im Glockenstuhl aufgehängt. 1950 war die Kirche wieder soweit hergestellt, dass wieder Gottesdienste stattfinden konnten. Der erste Gottesdienst im großen Kirchenraum wurde am 23. Juli 1950 gehalten. 1954 wurden alle Dächer mit Schiefer neu eingedeckt und Schäden am Mauerwerk beseitigt. 1956 wurde die Notverglasung der Fenster durch neue Buntglasfenster ersetzt. In den Jahren 1977 und 1978 wurde der Chorraum nach den Vorgaben der Liturgiereform des Zweiten Vatikanischen Konzils umgestaltet und ein neuer Volksaltar aufgestellt.

## Baubeschreibung
St. Anna ist eine dreischiffige Basilika aus Backstein-Mauerwerk im Stil der Neugotik. An der Westseite der Kirche steht der viergeschossige Glockenturm, der von einem steilen Rhombendach bekrönt wird. Daran schließt sich östlich das fünfjochige und dreischiffige Langhaus an. Daran angebaut ist das Querschiff, das im Norden und Süden in fünfseitig geschlossenen Chören endet. Im Osten schließen sich daran die beiden Chöre der Seitenschiffe an sowie der dreijochige und dreiseitig geschlossene Hauptchor des Mittelschiffs. Die Fenster besitzen alle zwei- bis dreibahniges Maßwerk, der Innenraum wird von Kreuzrippen- und Sterngewölben überspannt. Die Säulen im Innenraum bestehen aus Buntsandstein.

## Ausstattung
Von der ursprünglichen neugotischen Ausstattung haben sich der Hochaltar, die Kommunionbank, Teile der Kirchenbänke, Heiligenfiguren und Teile der Nebenaltäre erhalten. Der Hochaltar wurde nach einem Entwurf von Architekt Kleesattel hergestellt. Die Buntglasfenster wurden von Glasmaler Otto Lauterbach aus Krefeld entworfen und zwischen 1956 und 1978 nach und nach eingesetzt. Die Fenster in der Taufkapelle sind Werke von Pitt van Treeck aus den 1950er Jahren. Volksaltar, Ambo, Sedilien, Gabentisch, Osterleuchter und Altarkreuz sind Werke des Kölner Künstlers Egino Weinert.
Die Orgel wurde von der Bonner Orgelbaufirma Johannes Klais Orgelbau 1969 angefertigt und aufgestellt. Sie besitzt 26 Register und 1852 Pfeifen.
Die Disposition der Orgel lautet:
| I Hauptwerk C–g3 |             |       |
| 1.               | Pommer      | 16′   |
| 2.               | Principal   | 8′    |
| 3.               | Rohrflöte   | 8′    |
| 4.               | Gambe       | 8′    |
| 5.               | Octave      | 4′    |
| 6.               | Blockflöte  | 4′    |
| 7.               | Quinte      | 2 ⁄3′ |
| 8.               | Superoktave | 2′    |
| 9.               | Mixtur IV   |       |
| 10.              | Cymbel III  |       |
| 11.              | Trompete    | 8′    |

| II Schwellwerk C–g3 |                |       |
| 12.                 | Offenflöte     | 8′    |
| 13.                 | Holzgedackt    | 8′    |
| 14.                 | Prinzipal      | 4′    |
| 15.                 | Rohrflöte      | 4′    |
| 16.                 | Waldflöte      | 2′    |
| 17.                 | Quinte         | 1 ⁄3′ |
| 18.                 | Sesquialter II |       |
| 19.                 | Scharff IV     |       |
| 20.                 | Krummhorn      | 8′    |
|                     | Tremulant      |       |

| Pedal C–f1 |                  |     |
| 21.        | Subbass          | 16′ |
| 22.        | Octave           | 8′  |
| 23.        | Bleigedackt      | 8′  |
| 24.        | Holzoktave       | 4′  |
| 25.        | Rauschpfeife III |     |
| 26.        | Posaune          | 16′ |

- Koppeln: II/I, I/P, II/P
- Spielhilfen: 2 freie Kombinationen

## Pfarrer
Folgende Priester wirkten bislang als Pfarrer an St. Anna:
- 1905–1939: Joseph Kaiser
- 1940–1943: Joseph Pauls
- 1943–1962: Gustav Sittart
- 1962–1972: Theodor Feller
- 1972–1996: Alfred Heine
- 1996–2012: Johannes Sczyrba
- Seit 2014: Thorsten Obst